# Hernandia stokesii
Hernandia stokesii är en tvåhjärtbladig växtart som först beskrevs av Forest Brown, och fick sitt nu gällande namn av Kubitzki. Hernandia stokesii ingår i släktet Hernandia och familjen Hernandiaceae. Inga underarter finns listade i Catalogue of Life.